# 藤田周
藤田 周（ふじた しゅう、4月10日 -）は、日本の男性声優。主に吹き替え作品に出演している。九プロダクション、翔プロダクションを経て、現在フリーで活動中。

## 出演作品

### 吹き替え
- 愛しのアクアマリン（若い男）
- エコーズ2（部隊長）
- エンジェルゲーム（ニック）
- 彼氏と彼女の不都合なセックスのこと（カッツ医師）
- 激動のヨーロッパ戦線（ドナーティ）
- 恋するマンハッタン（男性客）
- THE KING OF FIGHTERS（ミック）
- ザ・サンクチュアリ（外務大臣）
- ザ・タイガーキッド（店主）
- 幸せになるための10のバイブル（ゲイリー）
- ジキル博士の記憶（シーハン判事）
- 始皇帝烈伝ファーストエンペラー（趙高）
- 史上最強スパイMr.タチマワリ！（タチマワリ）
- 女性鬼（グリフィス先生）
- ストリップアサシン（グレイソン）
- 戦場のレクイエム（炭坑長）
- そんな彼なら別れさせます(ボブグリーン）
- ディープフォール（弁護士）
- トワイライト・オブ・ブラッド（保安官）
- ハイウェイ・バスジャック（署長）
- パフューム（ラモン）
- ブランクスレーター（トーマスヘイル）
- ブレイブ・ファイターズ（アウェイ）
- 炎の英雄シャープ（チャーリー）
- マーダー・フィルム（デイブウェイン)
- リダクテッド（軍医）
- レマゲン鉄橋（ビッセル）※テレビ東京新録版
- レンブラントの夜警（クレメント）
- 【パブリックドメインDVD】
  - サハラ戦車隊（ジミー）
  - 第三の男（ペイン軍曹）
  - 我が道を往く（オダウド）

### デジタルコミック
- ブラックジャックによろしく（2014年、春日部教授）

### ボイスオーバー
- 戦闘するデザイン
- 大統領の裏事情
- 大名宮
- 迷宮事件ファイル
- もうひとつの歴史

### ナレーション
- 志村けんのバカ殿様天下統一ゲーム
- 氷の世界

### 映像
- もしも体感バラエティif

### 舞台
- 寓想雑貨店第3回公演『The Third Wall』
- Livure12 第1回公演『Draw』